# Matti Lähde
Matti Lähde (né le 14 mai 1911 et décédé le 2 mai 1978) est un ancien fondeur finlandais.

## Jeux olympiques
- Jeux olympiques d'hiver de 1936 à Garmisch-Partenkirchen 
  -  Médaille d'or en relais 4 × 10 km.